# Elatostema vicinum
Elatostema vicinum är en nässelväxtart som beskrevs av Perry. Elatostema vicinum ingår i släktet Elatostema och familjen nässelväxter. Inga underarter finns listade i Catalogue of Life.